# حوذاناوية
الحوذاناوية (الاسم العلمي: Ranunculeae) هي قبيلة من النباتات تتبع فصيلة الحوذانية من رتبة الحوذانيات.

## أجناس
- الحوذان
- ذيل الفأر